# 松平忠学
松平 忠学（まつだいら たださと）は、江戸時代後期の大名。信濃国上田藩5代藩主。官位は従五位下・伊賀守、内蔵頭。伊賀守系藤井松平家7代。

## 生涯
天明8年（1788年）7月19日、上田藩主家分家で信濃更級郡5000石（塩崎知行所）の大身旗本である松平信濃守忠明の次男として誕生した。4代藩主・松平忠済の長男・忠英の早世から御家騒動が起こったため、宗家から忠済の養子として迎えられる。文化9年（1812年）5月6日、忠済の隠居により家督を相続し、従五位下・伊賀守に叙位・任官する。
紅葉山火の番、桜田御門番などを歴任した。文化10年（1813年）に藩校・明倫堂を創設して文武を奨励している。
忠学は忠済の四男・忠和を養子としたが、忠和は夭逝する。このため文政13年（1830年）4月20日、代わって養子とした忠優（後の忠固）に家督を譲って隠居し、内蔵頭に遷任する。天保10年（1839年）10月に剃髪して松翁と号した。
嘉永4年（1851年）7月10日に死去した。享年64。

## 系譜
父母
- 松平忠明（実父）
- 松平忠常の娘（実母）
- 松平忠済（養父）

正室
- 光柏院 - 松平忠済の娘

側室
- 林氏
- 佐田氏

養子女
- 松平忠和 - 松平忠済の四男
- 松平忠固（忠優） - 酒井忠実の次男
- 三仙子 - 松平忠固正室、松平忠徳の娘
- 井上正春継室 - 松平忠徳の娘